# Bobby Clarke Trophy
Denna artikel handlar om Bobby Clarke Trophy, se även Bob Clarke Trophy.
Bobby Clarke Trophy är ett trofé som tilldelas säsongens mest värdefulle spelaren (MVP) i NHL-laget Philadelphia Flyers. Priset, som började delas ut säsongen 1984/1985, har fått sitt namn efter lagets tidigare kapten och general manager, Bobby Clarke.

## Vinnare
Följande spelare har tilldelats Bobby Clarke Trophy:
- 2009 - Mike Richards
- 2008 - Mike Richards
- 2007 - Simon Gagne
- 2006 - Simon Gagne
- 2004 - Mark Recchi
- 2003 - Roman Cechmanek
- 2002 - Jeremy Roenick
- 2001 - Roman Cechmanek
- 2000 - Mark Recchi
- 1999 - Eric Lindros
- 1998 - John LeClair
- 1997 - John LeClair
- 1996 - Eric Lindros
- 1995 - Eric Lindros
- 1994 - Eric Lindros
- 1993 - Mark Recchi
- 1992 - Rod Brind'Amour
- 1991 - Per-Erik Eklund
- 1990 - Rick Tocchet
- 1989 - Ron Hextall
- 1988 - Ron Hextall
- 1987 - Ron Hextall
- 1986 - Mark Howe
- 1985 - Pelle Lindbergh